# Lago Dąbie
Il lago Dąbie è un lago della Polonia.